# بیور (اکلاهما)
بیور(به انگلیسی: Beaver) شهری در ایالت اکلاهما کشور ایالات متحده آمریکا است که جمعیت آن در سرشماری سال ۲۰۱۰ میلادی، ۱٬۵۱۵ نفر بوده‌است.